# Wodzisław (district)
Wodzisław (powiat wodzisławski, uitspraak: [ˈpɔviat vɔdʑiˈswafski], ong. poviat vodjieswafskie) is een Pools district (powiat) in de woiwodschap Silezië. Het district heeft een oppervlakte van 286,92 km² en telt 158.029 inwoners (2014).

## Gemeenten
Het district telt negen gemeenten (gminy), waarvan vier stadsgemeenten (gminy miejskie) en vijf landgemeenten (gminy wiejskie).
Stadsgemeenten:
- Pszów
- Radlin
- Rydułtowy
- Wodzisław Śląski

Landgemeenten:
- Godów
- Gorzyce
- Lubomia
- Marklowice
- Mszana

## Partnerschappen
- Kreis Recklinghausen, Duitsland

Stadsdistricten:
Bielsko-Biała ·
Bytom ·
Dąbrowa Górnicza ·
Gliwice ·
Jaworzno ·
Katowice ·
Jastrzębie Zdrój ·
Chorzów ·
Mysłowice ·
Piekary ·
Ruda Śląska ·
Rybnik ·
Siemianowice ·
Sosnowiec ·
Świętochłowice ·
Częstochowa ·
Tychy ·
Zabrze ·
Żory

Districten:
Będzin ·
Bielsko-Biała ·
Bieruń-Lędziny ·
Cieszyn ·
Częstochowa ·
Gliwice ·
Kłobuck ·
Lubliniec ·
Mikołów ·
Myszków ·
Pszczyna ·
Racibórz ·
Rybnik ·
Tarnowskie Góry ·
Wodzisław ·
Zawiercie ·
Żywiec